# Мондо (филм из 1995)
Мондо је француски драмски филм из 1995. године који је режирао Тони Гатлиф према мотивима кратке приче Жан-Марија Гистава ле Клезиоа. Премијерно је приказан у секцији за посебне пројекције на Филмском фестивалу UniFrance у Јапану 1995, а у Француској 17. априла 1996.
Главни глумац филма је Овидио Балан, када је сниман имао је једанаест година. Он је румунски Ром који је уз помоћ француске владе преузет под окриље режисера Гатлиф, који је овај филм замислио као митску бајку која говори о друштву испуњеном предрасудама према Ромима.

## Радња
Филм прати сироче Мондо (Овидио Балан) које се једног дана појављује на улицама Нице. Нема породицу, имање, школовање, али шири осмех и позитиван дух. Будући да више времена проводи у градским вртовима, пољима и на морској обали, чини се да се не сналази у граду. Има добре инстинкте за преживљавање, избегава полицију, полази у потрагу за породицом.

## Улоге
- Овидио Балан као Мондо
- Филип Пети као мађионичар
- Пирет Фешч као Ти Чин
- Џери Смит као Дади
- Шах Алам као мађионичарев пријатељ
- Морис Маурин као рибар Џордан
- Катарина Брун као црквена солисткиња
- Анге Гоби као поштар
- Жан Ферије као шеф полиције
- Марсел Лемует као птичар
- Нађа Кутаја као жена пекара

## Награде
- Награда жирија за играни филм на Међународном фестивалу дечијег филма 1998.[3]

## Публика
Ранији Latcho drom представио је романтичан портрет ромске музике и културе. Исти сензибилитет доноси и Мондо, слика тужних очију универзалног аутсајдера, најнежељенијег у Француској. Описано је да Мондо визуелно подсећа на један од оних ретких дана када је свет некада блистао као да је потпуно нов, смештен на улицама и пристаништима француске лучке Нице.